# Saint-Hilaire-du-Bois (Charente-Maritime)
Saint-Hilaire-du-Bois település Franciaországban, Charente-Maritime megyében. Lakosainak száma 298 fő (2022. január 1.). Saint-Hilaire-du-Bois Clion, Guitinières, Nieul-le-Virouil, Saint-Germain-de-Lusignan és Saint-Simon-de-Bordes községekkel határos.

## Népesség
A település népessége az elmúlt években az alábbi módon változott:
| Lakosok száma | 197  | 195  | 273  | 271  | 311  | 325  | 332  | 309  | 297  | 298  |
|               | 1968 | 1982 | 1990 | 2006 | 2013 | 2015 | 2017 | 2019 | 2020 | 2022 |